# Hypsibius hypostomus
Hypsibius hypostomus är en djurart som tillhör fylumet trögkrypare, och som beskrevs av Bartos 1935. Hypsibius hypostomus ingår i släktet Hypsibius och familjen Hypsibiidae. Inga underarter finns listade i Catalogue of Life.